# ニコス・カレリス
ニコス・カレリス（Nikos Karelis、1992年2月24日 - ）は、ギリシャ・クレタ島イラクリオン出身のサッカー選手。エールディヴィジ・ADOデン・ハーグ所属。ポジションはFW。ギリシャ代表。

## クラブ経歴

### エルゴテリス
エルゴテリスFCの下部組織出身。2007年にトップチーム昇格すると、翌年4月28日の対クサンティFC戦でトップチームデビューを果たした。それからおよそ3年後の2011年4月17日、このクラブ唯一の得点となるゴールをリーグのMGSパンセライコス戦で記録した。

### アムカル・ペルミ
エルゴテリス退団後、ロシアのFCアムカル・ペルミにフリーで加入した。2012年8月12日、FCモルドヴィア・サランスク戦で移籍後初出場を飾るも、レギュラーの座を奪うことができずにシーズンわずか9試合の出場に終わった。そして2012-13シーズン終了後、クラブを発った。

### パナシナイコス
ロシアを出た後1年で母国ギリシャに帰還し、国内強豪のFCパナシナイコスに移籍した。パナシナイコスでは素晴らしい活躍を披露し、2シーズン目にはリーグ戦で30試合13得点を挙げ、リーグ公式ベストイレブンにも選出されるほどの輝きを放った。3シーズン目もその輝きが衰えることなく、冬の移籍市場開幕前だけで8得点という数字を残した。この活躍によって欧州中からスカウトがカレリスを視察するようになった。

### ヘンク
2016年1月12日、カレリスの争奪戦を制したKRCヘンクがカレリス獲得を発表した。契約期間は3年。2016年1月15日、SVズルテ・ワレヘム戦で試合終盤1-1の状況で87分に移籍後初出場を果たすと、ファーストタッチでゴールを決め劇的勝利に大きく貢献した。冬からの加入だったものの、公式戦18試合で10ゴールを挙げ、ヘンクの補強は大当たりとなった。2シーズン目も順調に得点を重ねたが、1月上旬に右膝の靱帯を負傷し、シーズンの残り全試合を欠場するという事態になった。